# Batalha de Cer
A Batalha de Cer ou Batalha de Jadar foi travada entre os dias 16 e 19 de agosto de 1914. Representa uma das duas tentativas frustradas do Império Austro-Húngaro de invadir a Sérvia no primeiro ano da Primeira Guerra Mundial. É também considerada a primeira derrota das Potências Centrais no conflito.

## Prelúdio
Nos primeiros dias de agosto de 1914, os austro-húngaros tinham três Exércitos posicionados contra o reino da Sérvia e comandados pelo general Oskar Potiorek. Na visão do governo sérvio e de seu comandante militar, o Vojvoda Radomir Putnik, a invasão austro-húngara certamente seria dirigida contra a capital (Belgrado), cidade posicionada junto à fronteira adversária. Em seguida, deveria seguir para o sul, aproveitando-se do vale do Rio Morava. Assim, quando Oskar Potiorek iniciou seu ataque contra o noroeste da Sérvia, atravessando os rios Sava e Drina, Putnik, durante alguns dias, esteve certo de que aquilo não era mais do que um finta, para enganá-lo. A verdade, porém, é que Potiorek estava realmente lançando contra o flanco esquerdo sérvio todo o peso de seus três Exércitos e esperava alcançar a cidade de Valjevo em cinco dias.

## A Batalha
Quando Putnik finalmente se deu conta do que estava acontecendo, ordenou que os três Exércitos sérvios desdobrassem um cordão defensivo naquela direção apoiados, na extrema esquerda, pelo destacamento Uzhitse. O IIº Exército sérvio, comandado por Stepa Stepanović, era o mais forte deles, não pelo seu efetivo, mas pela qualidade das suas divisões, que dispunham dos melhores meios materiais e humanos. Ao final de quatro dias de batalha, os austro-húngaros foram repelidos e seus últimos soldados repassaram a fronteira no dia 24 de agosto. É interessante referir que o IIº Exército austro-húngaro, antes do fim da batalha, começaria a ser removido na direção do front russo.

## Desdobramentos
Cerca de 18.500 militares austro-húngaros foram mortos ou feridos durante estes combates e outros 6 500 foram capturados. Foi, para os sérvios, um feito digno de nota, em um momento em que seus aliados franceses, ingleses e russos vinham passando por sérias dificuldades. Em novembro os austro-húngaros realizariam uma nova grande ofensiva na região, resultando na Batalha de Kolubara.